# 125 (số)
125 (một trăm hai mươi lăm) là một số tự nhiên ngay sau 124 và ngay trước 126.